# Rodrigo de Portuondo
Rodrigo de Portuondo o Portundo (¿?-1529) fue un marino vizcaíno nacido en Mundaca (Vizcaya). Amigo de Ignacio de Loyola, se reencontró con él en Génova y lo llevó gratis a Barcelona en su nave.

## Carrera
General de las Galeras de España en tiempos del Rey Carlos I. Nombrado capitán general de las cuatro galeras de la flota del reino de Granada, en 1529 le fue encomendada la guarda de estas costas, muriendo en la batalla de Formentera, frente al islote de Espalmador el 25 de octubre de 1529, combatiendo contra el corsario turco Hardín Cachidiablo (Drub el Diablo), a quien había estado buscando para acabar con sus fechorías (se le habían ofrecido 10 000 ducados para liberar a las familias moriscas prisioneras del turco). Cachidiablo capturó ocho galeras y al hijo de Portuondo, Domingo, quien, herido en combate, fue trasladado a Constantinopla. Murió empalado en 1530.
Sus descendientes pasaron a Santiago de Cuba, donde ostentaron títulos nobiliarios como el de Marqués de las Delicias de Tempu y Conde de Santa Inés. El último Conde de Santa Inés fue Juan Crisóstomo Miguel de la Trinidad Portuondo y Moya (III).
Después de la Revolución Cubana muchos viven exiliados en España, Estados Unidos, México, Panamá y Puerto Rico.
Inspirado vagamente en Portuondo, Rodrigo de Portundo es un personaje de la novela Almirante del Sultán, de Edward Rosset.